# 塔奈 (阿登省)
塔奈（法語：Tannay，發音：[tanɛ] ⓘ）是法國阿登省武济耶区的旧市镇。2025年1月1日，塔奈与市镇勒蒙迪约合并为新市镇塔奈-勒蒙迪约，成为了塔奈-勒蒙迪约的委派市镇与政府驻地。

## 地理
塔奈（49°31'36"N, 4°49'58"E）面积14.04 平方千米，位于法国大東部大區阿登省，该省份为法国北部内陆省份，西接埃纳省，南至马恩省，东临默兹省，北与比利时接壤。
与塔奈接壤的市镇（或旧市镇、城区）包括：小阿尔穆瓦斯、巴尔河畔贝尔维尔和沙蒂永、索维尔、锡村、拜龙埃塞桑维龙。
塔奈的时区为UTC+01:00、UTC+02:00（夏令时）。

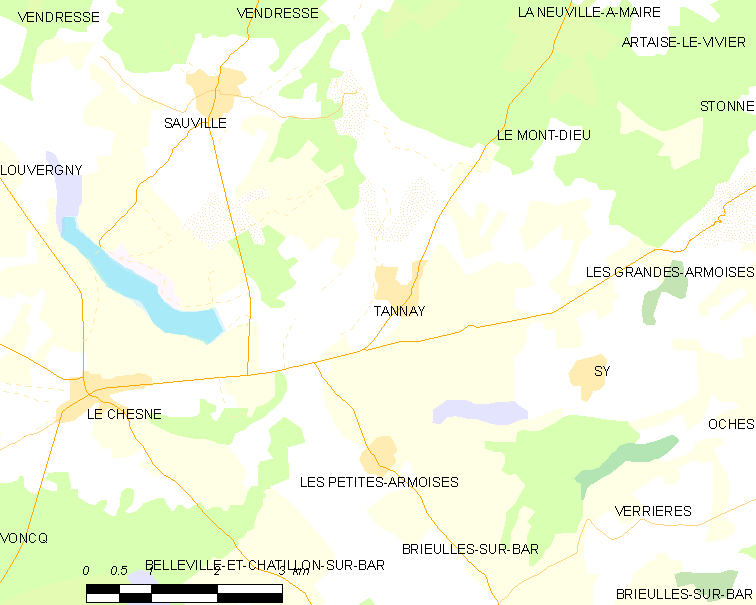
塔奈的OSM定位图

## 行政
塔奈的邮政编码为08390，INSEE市镇编码为08439。

## 政治
塔奈所属的省级选区为武济耶县。

## 文化
鎮上的聖馬丁教堂在1972年被列為歷史古蹟。

## 人口

1962-2008年间塔奈人口变化图示

塔奈于2022年1月1日时的人口数量为151人。